# Carlo Ponti
Carlo Ponti (født 11. december 1912, død 10. januar 2007) var en italiensk filmproducent, der er kendt som producent for en lang række store italienske og andre film fra 1940'erne og til slutningen af 1970'erne instrueret af blandt andet Federico Fellini, David Lean og Michelangelo Antonioni. Desuden var han kendt for i to omgange at være gift med en af verdens smukkeste kvinder, Sophia Loren, i sidste omgang til sin død.

## Karriere
Ponti var født i Magenta, tæt ved Milano i Italien, og han gennemførte en jurauddannelse ved universitetet i Milano, inden han i 1941 producerede sin første film, og især i årene lige efter 2. verdenskrig blev han overordnet ansvarlig for adskillige film. I 1950 gik han i kompagniskab med en anden yngre producent, Dino De Laurentiis, og sammen producerede de film med betydningsfulde instruktører som Roberto Rosselini, Federico Fellini og Vittorio De Sica. Rygtet gik til Hollywood, og han kom nu til at samarbejde med instruktører som King Vidor. I 1957 stoppede han samarbejdet med De Laurentiis – i øvrigt samme år, som han blev gift med Loren første gang – og han stod nu på egne ben. 
Ægteskabet med Sophia Loren gav Carlo Ponti adgang til mange store navne på såvel instruktør som skuespillersiden. Det blev til flere store film (samt nogle spektakulære fiaskoer), inden han i slutningen af 1970'erne stort set lagde filmarbejdet på hylden i forbindelse med en stor retssag om ulovlig udførsel af penge og kunst fra Italien. Han undgik straf ved at holde sig fra sit hjemland, indtil han blev frikendt ved en højere instans.

## Privatliv
Ponti havde i 1946 giftet sig med Giuliani Fiastri, men da han mødte Sophia Loren ved en skønhedskonkurrence i begyndelsen af 1950'erne, begyndte han at interessere sig mere for denne, såvel professionelt som privat. I 1957 blev han i Mexico skilt fra sin kone for at blive gift med Loren, men skilsmissen blev ikke anerkendt i Italien, så nogle år senere i 1962 blev han sigtet for bigami. Sagen trak ud i flere år, men ægteskabet med Loren var officielt annulleret i 1962. Som følge af sagen blev han i 1964 fransk statsborger. Loren løste problemet ved at acceptere annulleringen af ægteskabet, hvorefter Ponti kunne blive officielt skilt fra Fiastri, og et helt officielt bryllup med Loren blev holdt i 1966.
Med sin første kone havde Ponti to børn, og han fik ligeledes to børn med Loren. 

## Filmografi
Det følgende er et udvalg af de film, Carlo Ponti producerede (instruktør og årstal i parentes):
- Piccolo mondo antico (Mario Soldati – 1940)
- Min søn læreren (Renato Castellani – 1946)
- Kvinder til salg (Luigi Comencini – 1952)
- Europa '51 (Roberto Rosselini – 1952)
- La Strada (Federico Fellini – 1954)
- Krig og fred (King Vidor – 1956)
- Den sorte orkide (Martin Ritt – 1958)
- Fra Cheyenne til Bonanza (George Cukor – 1960)
- Huntigeren (Vittorio De Sica – 1960)
- Cleo fra 5 til 7 (Agnès Varda – 1961)
- En kvinde er en kvinde (Jean-Luc Godard – 1961)
- Lola (Jacques Demy – 1961)
- Boccacio '70 (De Sica, Fellini m.fl. – 1962)
- Døden giver ikke kredit (Jean-Pierre Melville – 1962)
- Jeg elskede dig i går (Jean-Luc Godard – 1963)
- Doktor Zhivago (David Lean – 1965)
- Operation Crossbow (Michael Anderson – 1965)
- Blowup (Michelangelo Antonioni – 1966)
- Zabriskie Point (Michelangelo Antonioni – 1970)
- Hva'? (Roman Polanski – 1972)
- Profession: Reporter (Michelangelo Antonioni – 1975)
- Cassandra-broen (George B. Cosmatos – 1976)
- En ganske særlig dag (Ettore Scola – 1977)